# Armeria castroviejoi
Armeria castroviejoi är en triftväxtart som beskrevs av Nieto Fel. Armeria castroviejoi ingår i släktet triftar, och familjen triftväxter. Inga underarter finns listade i Catalogue of Life.